# Sony Music Austrália
Sony Music Entertainment Austrália é a gravadora predominante operada pela Sony Music Entertainment na Austrália.

## Artistas atuais
- 2GB
- Adam Harvey
- Andrew O'Keefe
- Anise K
- Augie March
- Australia's Got Talent
- Axle Whitehead
- Bella Ferraro
- Brooke Fraser
- Cassie Davis
- Coldrain
- Dami Im
- David Campbell
- David Koch e Melissa Doyle (apresentadores do Sunrise)
- Delta Goodrem
- Geri Halliwell
- Glass Towers
- Grant Denyer
- Guy Sebastian (ganhador do Australian Idol de 2003)
- Hoodoo Gurus
- Human Nature
- Jack Vidgen (ganhador do Australia's Got Talent de 2011)
- Jai Waetford (terceiro lugar no X Factor de 2013)
- The Janoskians
- Jason Owen
- Jessica Mauboy
- Johnny Ruffo (terceiro lugar no X Factor de 2011)
- Jordan Jansen
- Justice Crew
- Kaz James
- Kids of 88
- Krill
- Lovers Electric
- Lionsgate Entertainment
- Mark Vincent
- Matthew Hardy
- Michael Paynter
- Miracle
- Mix 106.5
- Mr. Little Jeans
- Natalie Bassingthwaighte
- Old Man River
- Pete Murray
- Rachael Beck
- Reece Mastin (ganhador do X Factor de 2011)
- Samantha Jade (ganhador do X Factor de 2012)
- Skybombers
- Small Mercies
- Straalen McCallum
- Stan Walker (ganhador do Australian Idol de 2009)
- So Fresh
- Syndicate
- Taylor Henderson
- The Collective
- Third D3gree
- The Vines
- The Wiggles
- The X Factor (Australia)
- Timomatic
- Tonight Alive
- Young Men Society